# Výsledky Sparty Praha v evropských fotbalových pohárech
Tahle stránka slouží jako přehled všech výsledků fotbalové Sparty Praha v evropských fotbalových pohárech.

## Liga mistrů UEFA
- 1993/94 – 2. kolo
- 1994/95 – předkolo
- 1997/98 – základní skupina (3. místo)
- 1998/99 – předkolo
- 1999/00 – základní skupina (vítěz), osmifinálová skupina (3. místo)
- 2000/01 – základní skupina (4. místo)
- 2001/02 – základní skupina (2. místo), osmifinálová skupina (3. místo)
- 2002/03 – 3. předkolo
- 2003/04 – základní skupina (2. místo), osmifinále (prohra s AC Milán)
- 2004/05 – základní skupina (4. místo)
- 2005/06 – základní skupina (4. místo)
- 2007/08 – 3. předkolo
- 2008/09 – 3. předkolo
- 2009/10 – 3. předkolo
- 2010/11 – 4. předkolo
- 2014/15 – 3. předkolo
- 2015/16 – 3. předkolo
- 2016/17 – 3. předkolo
- 2021/22 – 3. předkolo
- 2023/24 – 3. předkolo

### Přehled výsledků
| Sezóna  | Kolo                   | Soupeř                   | Skóre                     | Branky                                                                                         |
| ------- | ---------------------- | ------------------------ | ------------------------- | ---------------------------------------------------------------------------------------------- |
| 1993/94 | 1. kolo                | AIK Stockholm            | 2:1 (0:1, 2:0)            | Horst Siegl                                                                                    |
| 1993/94 | 2. kolo                | RSC Anderlecht           | 2:5 (0:1, 2:4)            | Viktor Dvirnyk, Roman Vonášek                                                                  |
| 1994/95 | Předkolo               | IFK Göteborg             | 1:2 (1:0, 0:2)            | Václav Budka                                                                                   |
| 1997/98 | 2. předkolo            | SV Casino Salzburg       | 3:0 (0:0, 3:0)            | Miroslav Baranek, Vratislav Lokvenc, Zdeněk Svoboda                                            |
| 1997/98 | Základní skupina A     | Parma AC                 | 0:0, 2:2                  | Jiří Novotný, Josef Obajdin                                                                    |
| 1997/98 | Základní skupina A     | Borussia Dortmund        | 1:4, 0:3                  | Horst Siegl                                                                                    |
| 1997/98 | Základní skupina A     | Galatasaray SK           | 3:0, 0:2                  | Horst Siegl, Beránek Petr Gabriel, Josef Obajdin                                               |
| 1998/99 | 2. předkolo            | FK Dynamo Kyjev          | 1:1 (1:0, 0:1 - 1:3 pen.) | Miroslav Baranek                                                                               |
| 1999/00 | Základní skupina G     | FC Girondins de Bordeaux | 0:0, 0:0                  | —                                                                                              |
| 1999/00 | Základní skupina G     | FK Spartak Moskva        | 1:1, 5:2                  | Vratislav Lokvenc, Tomáš Rosický, Milan Fukal, Vladimír Labant                                 |
| 1999/00 | Základní skupina G     | Willem II Tilburg        | 4:0, 4:3                  | Jiří Novotný, Vladimír Labant, Martin Prohászka, Tomáš Rosický, Jiří Jarošík, Miroslav Baranek |
| 1999/00 | Osmifinálová skupina A | FC Porto                 | 0:2, 2:2                  | V. Lokvenc, Milan Fukal                                                                        |
| 1999/00 | Osmifinálová skupina A | FC Barcelona             | 0:5, 1:2                  | Zdeněk Svoboda                                                                                 |
| 1999/00 | Osmifinálová skupina A | Hertha BSC               | 1:1, 1:0                  | Horst Siegl, Milan Fukal                                                                       |
| 2000/01 | 3. předkolo            | FC Zimbru Chișinău       | 2:0 (1:0, 1:0)            | Josef Obajdin                                                                                  |
| 2000/01 | Základní skupina B     | Arsenal FC               | 0:1, 2:4                  | Vladimír Labant, Tomáš Rosický                                                                 |
| 2000/01 | Základní skupina B     | SS Lazio                 | 0:3, 0:1                  | —                                                                                              |
| 2000/01 | Základní skupina B     | FK Šachtar Doněck        | 3:2, 1:2                  | Jiří Jarošík, Tomáš Rosický, Michal Horňák                                                     |
| 2001/02 | Základní skupina H     | FC Bayern Mnichov        | 0:0, 0:1                  | —                                                                                              |
| 2001/02 | Základní skupina H     | Feyenoord                | 4:0, 2:0                  | Lukáš Hartig, Vladimír Labant, Marek Kincl, Rastislav Michalík, Jiří Jarošík, Jiří Novotný     |
| 2001/02 | Základní skupina H     | FK Spartak Moskva        | 2:0, 2:2                  | Marek Kincl, Libor Sionko, Radim Holub, Peter Babnič                                           |
| 2001/02 | Osmifinálová skupina C | Real Madrid              | 2:3, 0:3                  | Rastislav Michalík, Libor Sionko                                                               |
| 2001/02 | Osmifinálová skupina C | FC Porto                 | 1:0, 2:0                  | Libor Sionko, Jiří Jarošík                                                                     |
| 2001/02 | Osmifinálová skupina C | Panathinaikos FC         | 0:2, 1:2                  | Martin Klein                                                                                   |
| 2002/03 | 2. předkolo            | FC Torpedo Kutaisi       | 5:1 (3:0, 2:1)            | Miroslav Baranek, Michal Pospíšil, Lukáš Zelenka, Tomáš Jun                                    |
| 2002/03 | 3. předkolo            | KRC Genk                 | 4:4 (0:2, 4:2)            | Jiří Jarošík, Karel Poborský, Pavel Mareš                                                      |
| 2003/04 | 3. předkolo            | FK Vardar Skopje         | 5:4 (3:2, 2:2)            | Karel Poborský, Igor Gluščević, Libor Sionko                                                   |
| 2003/04 | Základní skupina G     | Chelsea FC               | 0:1, 0:0                  | —                                                                                              |
| 2003/04 | Základní skupina G     | SS Lazio                 | 2:2, 1:0                  | Libor Sionko, Karel Poborský, Marek Kincl                                                      |
| 2003/04 | Základní skupina G     | Beşiktaş JK              | 2:1, 0:1                  | Lukáš Zelenka, Karel Poborský                                                                  |
| 2003/04 | Osmifinále             | AC Milán                 | 1:4 (0:0, 1:4)            | Tomáš Jun                                                                                      |
| 2004/05 | 2. předkolo            | APOEL FC                 | 4:3 (2:2, 2:1)            | Milan Pacanda 2×, Tomáš Sivok, vlastní                                                         |
| 2004/05 | 3. předkolo            | Ferencvárosi TC          | 2:1 (0:1, 2:0 pp.)        | Lukáš Zelenka, Jiří Homola                                                                     |
| 2004/05 | Základní skupina D     | Fenerbahçe SK            | 0:1, 0:1                  | —                                                                                              |
| 2004/05 | Základní skupina D     | Olympique Lyon           | 1:2, 0:5                  | Tomáš Jun                                                                                      |
| 2004/05 | Základní skupina D     | Manchester United FC     | 0:0, 1:4                  | Lukáš Zelenka                                                                                  |
| 2005/06 | Základní skupina B     | AFC Ajax                 | 1:1, 1:2                  | Miroslav Matušovič, Martin Petráš                                                              |
| 2005/06 | Základní skupina B     | FC Thun                  | 0:1, 0:0                  | —                                                                                              |
| 2005/06 | Základní skupina B     | Arsenal FC               | 0:2, 0:3                  | —                                                                                              |
| 2007/08 | 3. předkolo            | Arsenal FC               | 0:5 (0:2, 0:3)            | —                                                                                              |
| 2008/09 | 2. předkolo            | FC Sheriff Tiraspol      | 3:0 (2:0, 1:0)            | Petr Voříšek, Miroslav Slepička, Jiří Kladrubský                                               |
| 2008/09 | 3. předkolo            | Panathinaikos FC         | 1:3 (1:2, 0:1)            | Marek Kulič                                                                                    |
| 2009/10 | 3. předkolo            | Panathinaikos FC         | 3:4 (3:1, 0:3)            | Jan Holenda, Kamil Vacek, Luboš Kalouda                                                        |
| 2010/11 | 2. předkolo            | FK Liepājas Metalurgs    | 5:0 (3:0, 2:0)            | Wilfried Bony, Václav Kadlec, Marek Matějovský, Martin Zeman                                   |
| 2010/11 | 3. předkolo            | Lech Poznań              | 2:0 (1:0, 1:0)            | Erich Brabec, Jiří Kladrubský                                                                  |
| 2010/11 | 4. předkolo            | MŠK Žilina               | 0:3 (0:2, 0:1)            | —                                                                                              |
| 2014/15 | 2. předkolo            | FC Levadia Tallinn       | 8:1 (7:0, 1:1)            | David Lafata, Tomáš Přikryl, Lukáš Mareček                                                     |
| 2014/15 | 3. předkolo            | Malmö FF                 | 4:4 (4:2, 0:2)            | David Lafata , Radoslav Kováč                                                                  |
| 2015/16 | 3. předkolo            | PFK CSKA Moskva          | 4:5 (2:2, 2:3)            | Ladislav Krejčí, Kehinde Fatai                                                                 |
| 2016/17 | 3. předkolo            | Steaua Bukurešť          | 1:3 (1:1, 0:2)            | Josef Šural                                                                                    |
| 2021/22 | 2. předkolo            | SK Rapid Vídeň           | 3:2 (1:2, 2:0)            | Ladislav Krejčí, David Moberg Karlsson, Jakub Pešek                                            |
| 2021/22 | 3. předkolo            | AS Monako                | 1:5 (0:2, 1:3)            | David Moberg Karlsson                                                                          |
| 2023/24 | 3. předkolo            | FC Kodaň                 | 3:3 (0:0, 3:3 - 2:4 pen.) | Veljko Birmančević, Qazim Laci, Victor Olatunji                                                |
| 2024/25 | 2. předkolo            | Shamrock Rovers          | 6:2 (2:0, 4:2)            | Veljko Birmančević, Tomáš Wiesner, Victor Olatunji, Mathias Ross, Asger Sørensen, Indrit Tuci  |
| 2024/25 | 3. předkolo            | FCSB                     | 4:3 (1:1, 3:2)            | Victor Olatunji, Veljko Birmančević, Lukáš Haraslín                                            |
| 2024/25 | 4. předkolo            | Malmö FF                 | 4:0 (2:0, 2:0)            | J. Stryger Larsen (vlastní), Matěj Ryneš, Lukáš Haraslín, Albion Rrahmani                      |
| 2024/25 | Základní skupina       | FC Red Bull Salzburg     | 3:0                       | Kaan Kairinen, Victor Olatunji, Qazim Laci,                                                    |
| 2024/25 | Základní skupina       | VfB Stuttgart            | 1:1                       | Kaan Kairinen                                                                                  |
| 2024/25 | Základní skupina       | Manchester City FC       | 0:5                       | —                                                                                              |
| 2024/25 | Základní skupina       | Stade Brestois           | 1:2                       | Victor Olatunji                                                                                |
| 2024/25 | Základní skupina       | Atlético Madrid          | 0:6                       |                                                                                                |
| 2024/25 | Základní skupina       | Feyenoord                | 2:4                       | Albion Rrahmani, T. Beelen (vlastní)                                                           |
| 2024/25 | Základní skupina       | FC Inter Milán           | 0:1                       |                                                                                                |
| 2024/25 | Základní skupina       | Bayer 04 Leverkusen      | 0:2                       |                                                                                                |

## Pohár mistrů evropských zemí (PMEZ)
- 1965/66 – čtvrtfinále
- 1967/68 – čtvrtfinále
- 1984/85 – čtvrtfinále
- 1985/86 – 1. kolo
- 1987/88 – 2. kolo
- 1988/89 – 1. kolo
- 1989/90 – 2. kolo
- 1990/91 – 1. kolo
- 1991/92 – 2. místo v semifinálové skupině (3.–4. místo celkem)

### Přehled výsledků
| Sezóna  | Kolo               | Soupeř                 | Skóre              | Branky                                                                                |
| ------- | ------------------ | ---------------------- | ------------------ | ------------------------------------------------------------------------------------- |
| 1965/66 | 1. kolo            | FC Lausanne-Sport      | 4:0 (0:0, 4:0)     | Ivan Mráz, Pavel Dyba                                                                 |
| 1965/66 | 2. kolo            | Górnik Zabrze          | 5:1 (3:0, 2:1)     | Ivan Mráz, Andrej Kvašňák, František Jílek, Václav Vrána                              |
| 1965/66 | Čtvrtfinále        | FK Partizan            | 4:6 (4:1, 0:5)     | Andrej Kvašňák, Václav Mašek                                                          |
| 1967/68 | 1. kolo            | Skeid FK               | 2:1 (1:0, 1:1)     | Ivan Mráz                                                                             |
| 1967/68 | 2. kolo            | RSC Anderlecht         | 6:5 (3:2, 3:3)     | Václav Mašek, Ivan Mráz                                                               |
| 1967/68 | Čtvrtfinále        | Real Madrid            | 2:4 (0:3, 2:1)     | Andrej Kvašňák, Pavel Dyba                                                            |
| 1984/85 | 1. kolo            | Vålerenga IF           | 5:3 (3:3, 2:0)     | Zdeněk Procházka, Jozef Chovanec, Miloslav Denk, František Straka                     |
| 1984/85 | 2. kolo            | Lyngby BK              | 2:1 (0:0, 2:1)     | Zdeněk Procházka, Stanislav Griga                                                     |
| 1984/85 | Čtvrtfinále        | Juventus FC            | 1:3 (0:3, 1:0)     | Jan Berger                                                                            |
| 1985/86 | 1. kolo            | FC Barcelona           | 2:2 (1:2, 1:0)     | Vlastimil Calta, Stanislav Griga                                                      |
| 1987/88 | 1. kolo            | Fram Reykjavík         | 10:0 (2:0, 8:0)    | Petar Novák, Ivan Hašek, Tomáš Skuhravý, Stanislav Griga, Ivan Čabala, Jozef Chovanec |
| 1987/88 | 2. kolo            | RSC Anderlecht         | 1:3 (1:2, 0:1)     | Ivan Hašek                                                                            |
| 1988/89 | 1. kolo            | FC Steaua București    | 3:7 (1:5, 2:2)     | Michal Bílek, Roman Kukleta                                                           |
| 1989/90 | 1. kolo            | Fenerbahçe SK          | 5:2 (3:1, 2:1)     | Michal Bílek, Ivan Čabala, Ivan Hašek, Petar Novák                                    |
| 1989/90 | 2. kolo            | PFK Sredec Sofia       | 2:5 (2:2, 0:3)     | Michal Bílek, Tomáš Skuhravý                                                          |
| 1990/91 | 1. kolo            | FK Spartak Moskva      | 0:4 (0:2, 0:2)     | —                                                                                     |
| 1991/92 | 1. kolo            | Rangers FC             | 2:2 (1:0, 1:2 pp.) | Jiří Němec, vlastní                                                                   |
| 1991/92 | 2. kolo            | Olympique de Marseille | 4:4 (2:1, 2:3)     | Petr Vrabec, Roman Kukleta, Martin Frýdek, Horst Siegl                                |
| 1991/92 | Základní skupina B | FC Barcelona           | 2:3, 1:0           | Petr Vrabec, Václav Němeček, Horst Siegl                                              |
| 1991/92 | Základní skupina B | FK Dynamo Kyjev        | 2:1, 0:1           | Václav Němeček, Petr Vrabec                                                           |
| 1991/92 | Základní skupina B | Sport Lisboa e Benfica | 1:1, 1:1           | Jiří Novotný, Jozef Chovanec                                                          |

## Evropská liga UEFA(dříve Pohár UEFA)
- 1981/82 – 1. kolo
- 1983/84 – čtvrtfinále
- 1986/87 – 1. kolo
- 1995/96 – 3. kolo
- 1998/99 – 1. kolo
- 2002/03 – 2. kolo
- 2006/07 – základní skupina F (4. místo)
- 2007/08 – základní skupina E (4. místo)
- 2008/09 – 1. kolo
- 2009/10 – základní skupina K (3. místo)
- 2010/11 – základní skupina F (2. místo), 2. kolo (prohra s Liverpool FC)
- 2011/12 – 4. předkolo
- 2012/13 – základní skupina I (2. místo), 2. kolo (prohra s Chelsea FC)
- 2013/14 – 2. předkolo
- 2014/15 – základní skupina I (3. místo)
- 2015/16 – čtvrtfinále
- 2016/17 – základní skupina K (1. místo), 2. kolo (prohra s FK Rostov)
- 2017/18 – 3. předkolo (prohra s FK Crvena Zvezda)
- 2018/19 – 2. předkolo (prohra s FK Spartak Subotica)
- 2019/20 – 3. předkolo (prohra s Trabzonspor)
- 2020/21 – základní skupina H (3. místo)
- 2021/22 – základní skupina A (3. místo)

### Přehled výsledků
| Sezóna  | Kolo               | Soupeř                       | Skóre                     | Branky |
| ------- | ------------------ | ---------------------------- | ------------------------- | --- |
| 1981/82 | 1. kolo            | Neuchâtel Xamax              | 3:6 (0:4, 3:2)            | Stanislav Griga, Josef Jarolím                                                                            |
| 1983/84 | 1. kolo            | Real Madrid                  | 4:3 (3:2, 1:1)            | Jozef Chovanec, Zdeněk Procházka, Stanislav Griga, Tomáš Skuhravý                                         |
| 1983/84 | 2. kolo            | Widzew Łódź                  | 3:1 (0:1, 3:0)            | Zdeněk Procházka, Stanislav Griga, Tomáš Skuhravý                                                         |
| 1983/84 | 3. kolo            | Watford FC                   | 7:2 (3:2, 4:0)            | Jan Berger, Stanislav Griga, Zdeněk Ščasný, Jozef Chovanec, Miloš Beznoska, Tomáš Skuhravý, Josef Jarolím |
| 1983/84 | Čtvrtfinále        | HNK Hajduk Split             | 1:2 (1:0, 0:2 pp.)        | Ivan Hašek                                                                                                |
| 1986/87 | 1. kolo            | Vitória SC                   | 2:3 (1:1, 1:2)            | Tomáš Skuhravý, Petar Novák                                                                               |
| 1995/96 | Předkolo           | Galatasaray SK               | 4:2 (3:1, 1:1)            | Pavel Nedvěd, Vratislav Lokvenc                                                                           |
| 1995/96 | 1. kolo            | Silkeborg IF                 | 2:2 (0:1, 2:1)            | Vratislav Lokvenc, Josef Němec                                                                            |
| 1995/96 | 2. kolo            | FC Zimbru Chișinău           | 6:3 (4:3, 2:0)            | Pavel Nedvěd, Martin Frýdek, Václav Budka, Jan Koller, Roman Vonášek                                      |
| 1995/96 | 3. kolo            | AC Milán                     | 0:2 (0:2, 0:0)            | — |
| 1998/99 | 1. kolo            | Real Sociedad                | 2:5 (2:4, 0:1)            | Martin Čížek, Vratislav Lokvenc                                                                           |
| 2002/03 | 1. kolo            | NK Široki Brijeg             | 4:0 (3:0, 1:0)            | Michal Pospíšil, Miroslav Baranek, Karel Poborský, Jiří Jarošík                                           |
| 2002/03 | 2. kolo            | Denizlispor                  | 1:2 (1:0, 0:2)            | Jiří Jarošík                                                                                              |
| 2006/07 | 1. kolo            | Heart of Midlothian FC       | 2:0 (2:0, 0:0)            | Daniel Kolář, Miroslav Matušovič                                                                          |
| 2006/07 | Základní skupina F | RCD Espanyol                 | 0:2                       | — |
| 2006/07 | Základní skupina F | SV Zulte-Waregem             | 1:3                       | Mauro Lustrinelli                                                                                         |
| 2006/07 | Základní skupina F | AFC Ajax                     | 0:0                       | — |
| 2006/07 | Základní skupina F | FK Austria Wien              | 1:0                       | Tomáš Řepka                                                                                               |
| 2007/08 | 1. kolo            | Odense BK                    | 0:0 (0:0, 0:0 - 4:3 pen.) | — |
| 2007/08 | Základní skupina E | FC Zürich                    | 1:2                       | Miroslav Slepička                                                                                         |
| 2007/08 | Základní skupina E | Toulouse FC                  | 3:2                       | Karol Kisel, Libor Došek                                                                                  |
| 2007/08 | Základní skupina E | FK Spartak Moskva            | 0:0                       | — |
| 2007/08 | Základní skupina E | Bayer 04 Leverkusen          | 0:1                       | — |
| 2008/09 | 1. kolo            | GNK Dinamo Zagreb            | 3:3 (0:0, 3:3)            | Jiří Kladrubský, Marek Kulič                                                                              |
| 2009/10 | 4. předkolo        | NK Maribor                   | 3:0 (2:0, 1:0)            | Wilfried Bony                                                                                             |
| 2009/10 | Základní skupina K | PSV Eindhoven                | 2:2, 0:1                  | Roman Hubník, Martin Zeman                                                                                |
| 2009/10 | Základní skupina K | FC København                 | 0:1, 0:3                  | — |
| 2009/10 | Základní skupina K | CFR Kluž                     | 2:0, 3:2                  | Jan Holenda, Roman Hubník, Juraj Kucka, Wilfried Bony                                                     |
| 2010/11 | Základní skupina F | US Città di Palermo          | 3:2, 2:2                  | Jiří Kladrubský, Wilfried Bony, Václav Kadlec, Juraj Kucka                                                |
| 2010/11 | Základní skupina F | PFK CSKA Moskva              | 0:3, 1:1                  | Václav Kadlec                                                                                             |
| 2010/11 | Základní skupina F | FC Lausanne-Sport            | 3:3, 3:1                  | Wilfried Bony, Juraj Kucka, Léonard Kweuke                                                                |
| 2010/11 | Šestnáctifinále    | Liverpool FC                 | 0:1 (0:0, 0:1)            | — |
| 2011/12 | 3. předkolo        | FK Sarajevo                  | 7:0 (5:0, 2:0)            | Léonard Kweuke, Libor Sionko, Jakub Podaný, Marek Matějovský                                              |
| 2011/12 | 4. předkolo        | FC Vaslui                    | 1:2 (1:0, 0:2)            | Manuel Pamić                                                                                              |
| 2012/13 | 3. předkolo        | FC Admira Wacker Mödling     | 4:2 (2:0, 2:2)            | Léonard Kweuke, vlastní                                                                                   |
| 2012/13 | 4. předkolo        | Feyenoord                    | 4:2 (2:2, 2:0)            | Václav Kadlec, Jiří Jarošík                                                                               |
| 2012/13 | Základní skupina I | Olympique Lyon               | 1:2, 1:1                  | Ladislav Krejčí, Josef Hušbauer                                                                           |
| 2012/13 | Základní skupina I | Athletic Bilbao              | 3:1, 0:0                  | Tomáš Zápotočný, Bekim Balaj, Josef Hušbauer                                                              |
| 2012/13 | Základní skupina I | Hapoel Ironi Kirjat Šmona FC | 3:1, 1:1                  | Ladislav Krejčí, Václav Kadlec, Ondřej Švejdík, Léonard Kweuke                                            |
| 2012/13 | Šestnáctifinále    | Chelsea FC                   | 1:2 (0:1, 1:1)            | David Lafata                                                                                              |
| 2013/14 | 2. předkolo        | BK Häcken                    | 2:3 (2:2, 0:1)            | David Lafata                                                                                              |
| 2014/15 | 4. předkolo        | PEC Zwolle                   | 4:2 (1:1, 3:1)            | Ladislav Krejčí, Jakub Brabec, Bořek Dočkal                                                               |
| 2014/15 | Základní skupina I | SSC Neapol                   | 1:3, 0:0                  | Josef Hušbauer                                                                                            |
| 2014/15 | Základní skupina I | BSC Young Boys               | 3:1, 0:2                  | David Lafata, Lukáš Vácha                                                                                 |
| 2014/15 | Základní skupina I | ŠK Slovan Bratislava         | 4:0, 3:0                  | David Lafata, Ladislav Krejčí, Costa Nhamoinesu, Tiémoko Konaté                                           |
| 2015/16 | 4. předkolo        | FC Thun                      | 6:4 (3:1, 3:3)            | Bořek Dočkal, Costa Nhamoinesu, Josef Hušbauer                                                            |
| 2015/16 | Základní skupina K | Schalke 04                   | 2:2, 1:1                  | David Lafata, Kehinde Fatai                                                                               |
| 2015/16 | Základní skupina K | APOEL FC                     | 2:0, 3:1                  | Kehinde Fatai, Jakub Brabec, Lukáš Juliš, David Lafata                                                    |
| 2015/16 | Základní skupina K | Asteras Tripolis FC          | 1:1, 1:0                  | David Lafata, Jakub Brabec                                                                                |
| 2015/16 | Šestnáctifinále    | FK Krasnodar                 | 4:0 (1:0, 3:0)            | Lukáš Juliš, Lukáš Mareček, Martin Frýdek, Kehinde Fatai                                                  |
| 2015/16 | Osmifinále         | SS Lazio                     | 4:1 (1:1, 3:0)            | Martin Frýdek, Lukáš Juliš, Bořek Dočkal, Ladislav Krejčí                                                 |
| 2015/16 | Čtvrtfinále        | Villarreal CF                | 3:6 (1:2, 2:4)            | Jakub Brabec, Bořek Dočkal, Ladislav Krejčí                                                               |
| 2016/17 | 4. předkolo        | SønderjyskE Fodbold          | 3:2 (0:0, 3:2)            | David Lafata, Josef Šural, Jakub Brabec                                                                   |
| 2016/17 | Základní skupina K | Inter Milán                  | 1:2, 3:1                  | Václav Kadlec, Mario Holek, Lukáš Mareček                                                                 |
| 2016/17 | Základní skupina K | Southampton FC               | 1:0, 0:3                  | Costa Nhamoinesu                                                                                          |
| 2016/17 | Základní skupina K | Hapoel Beerševa FC           | 1:0, 2:0                  | David Lafata, Matěj Pulkrab, vlastní                                                                      |
| 2016/17 | Šestnáctifinále    | FK Rostov                    | 1:5 (0:4, 1:1)            | Vjačeslav Karavajev                                                                                       |
| 2017/18 | 3. předkolo        | FK Crvena zvezda             | 0:3 (0:2, 0:1)            | — |
| 2018/19 | 2. předkolo        | FK Spartak Subotica          | 2:3 (0:2, 2:1)            | Josef Šural , Srđan Plavšić                                                                               |
| 2019/20 | 3. předkolo        | Trabzonspor                  | 3:4 (2:2, 1:2)            | Costa, Guélor Kanga, Adam Hložek                                                                          |
| 2020/21 | Základní skupina H | AC Milán                     | 0:3, 0:1                  | |
| 2020/21 | Základní skupina H | OSC Lille                    | 1:4, 1:2                  | Bořek Dočkal, Ladislav Krejčí ml.                                                                         |
| 2020/21 | Základní skupina H | Celtic FC                    | 4:1, 4:1                  | Lukáš Juliš, Dávid Hancko, Srđan Plavšić, Ladislav Krejčí                                                 |
| 2021/22 | Základní skupina A | Olympique Lyon               | 3:4, 0:3                  | Lukáš Haraslín, Ladislav Krejčí ml.                                                                       |
| 2021/22 | Základní skupina A | Rangers FC                   | 1:0, 0:2                  | Dávid Hancko                                                                                              |
| 2021/22 | Základní skupina A | Brøndby IF                   | 0:0, 2:0                  | Dávid Hancko, Adam Hložek                                                                                 |
| 2023/24 | 4. předkolo        | Dinamo Záhřeb                | 5:4 (1:3, 4:1)            | Ladislav Krejčí ml., Lukáš Haraslín, Asger Sørensen, Filip Panák, Victor Olatunji                         |
| 2023/24 | Základní skupina C | Aris Limassol                | 3:2, 3:1                  | Ladislav Krejčí ml., Martin Vitík, Veljko Birmančević, Jan Kuchta                                         |
| 2023/24 | Základní skupina C | Real Betis                   | 1:2, 1:0                  | Veljko Birmančević, Lukáš Haraslín                                                                        |
| 2023/24 | Základní skupina C | Rangers FC                   | 0:0, 1:2                  | Lukáš Haraslín                                                                                            |
| 2023/24 | Šestnáctifinále    | Galatasaray                  | 6:4 (2:3, 4:1)            | Angelo Preciado, Jan Kuchta, Lukáš Haraslín, Indrit Tuci                                                  |
| 2023/24 | Osmifinále         | Liverpool FC                 | 2:11 (1:5, 1:6)           | vlastní, Veljko Birmančević                                                                               |

## Evropská konferenční liga UEFA
- 2021/22 – předkolo play-off
- 2022/23 – 2. předkolo

### Přehled výsledků
| Sezóna  | Kolo              | Soupeř      | Skóre         | Branky          |
| ------- | ----------------- | ----------- | ------------- | --------------- |
| 2021/22 | Předkolo play-off | FK Partizan | 1:3 (0:1,1:2) | Adam Hložek     |
| 2022/23 | 2. předkolo       | Viking FK   | 1:2 (0:0,1:2) | Jaroslav Zelený |
| 2025/26 | 2.předkolo        | FC Aktobe   | - : -         |                 |

## Veletržní pohár
- 1966/67 – 1. kolo
- 1969/70 – 1. kolo
- 1970/71 – 3. kolo

### Přehled výsledků
| Sezóna  | Kolo    | Soupeř                   | Skóre          | Branky                                           |
| ------- | ------- | ------------------------ | -------------- | ------------------------------------------------ |
| 1966/67 | 1. kolo | FC Bologna               | 3:3 (2:2, 1:2) | Václav Mašek, Tomáš Pospíchal, Josef Jurkanin    |
| 1969/70 | 1. kolo | FC Internazionale Milano | 0:4 (0:1, 0:3) | —                                                |
| 1970/71 | 1. kolo | Athletic Bilbao          | 3:1 (2:0, 1:1) | Václav Migas, František Gögh, František Chovanec |
| 1970/71 | 2. kolo | Dundee United FC         | 3:2 (3:1, 0:1) | Josef Jurkanin, Václav Vrána                     |
| 1970/71 | 3. kolo | Leeds United AFC         | 2:9 (2:3, 0:6) | Jaroslav Bartoň, Oldřich Urban                   |

## Pohár vítězů pohárů
- 1964/65 – 2. kolo
- 1972/73 – semifinále
- 1976/77 – 1. kolo
- 1980/81 – 2. kolo
- 1992/93 – čtvrtfinále
- 1996/97 – 2. kolo

### Přehled výsledků
| Sezóna  | Kolo        | Soupeř                  | Skóre            | Branky |
| ------- | ----------- | ----------------------- | ---------------- | --- |
| 1964/65 | 1. kolo     | Anorthosis Famagusta FC | 16:0 (10:0, 6:0) | Ivan Mráz, Václav Mašek, Karel Steinigel, Tadeáš Kraus, Václav Vrána, Pavel Dyba                                     |
| 1964/65 | 2. kolo     | West Ham United FC      | 2:3 (0:2, 2:1)   | Václav Mašek, Ivan Mráz                                                                                              |
| 1972/73 | 1. kolo     | Standard Liège          | 4:3 (0:1, 4:2)   | Vladimír Kára, Oldřich Urban                                                                                         |
| 1972/73 | 2. kolo     | Ferencvárosi TC         | 4:3 (0:2, 4:1)   | Jaroslav Bartoň, Oldřich Urban                                                                                       |
| 1972/73 | Čtvrtfinále | FC Schalke 04           | 4:2 (1:2, 3:0)   | Jaroslav Bartoň, Josef Jurkanin, Vladimír Kára                                                                       |
| 1972/73 | Semifinále  | AC Milán                | 0:2 (0:1, 0:1)   | — |
| 1976/77 | 1. kolo     | MTK Budapešť            | 2:4 (1:3, 1:1)   | Milan Čermák, Oldřich Urban                                                                                          |
| 1980/81 | 1. kolo     | CA Spora Luxembourg     | 12:0 (6:0, 6:0)  | Jan Berger, Vratislav Chaloupka, Josef Jarolím, Jaroslav Kotek, Josef Raška, Jan Pospíšil, Petr Slaný, Jozef Horváth |
| 1980/81 | 2. kolo     | PFK Slavia Sofia        | 2:3 (2:0, 0:3)   | Milan Vdovjak |
| 1992/93 | 1. kolo     | Airdrieonians FC        | 3:1 (1:0, 2:1)   | Jan Sopko, Petr Vrabec, Roman Vonášek                                                                                |
| 1992/93 | 2. kolo     | SV Werder Bremen        | 4:2 (3:2, 1:0)   | Jan Sopko, Viktor Dvirnyk, Roman Vonášek, Horst Siegl                                                                |
| 1992/93 | Čtvrtfinále | Parma AC                | 0:2 (0:0, 0:2)   | — |
| 1996/97 | Předkolo    | Glentoran FC            | 10:1 (2:1, 8:0)  | Horst Siegl, Peter Gunda, Vratislav Lokvenc, Lumír Mistr, Zdeněk Svoboda, Petr Gabriel                               |
| 1996/97 | 1. kolo     | SK Sturm Graz           | 3:3 (2:2, 1:1)   | Tomáš Řepka, Vratislav Lokvenc, Michal Horňák                                                                        |
| 1996/97 | 2. kolo     | AC Fiorentina           | 2:3 (1:2, 1:1)   | Horst Siegl, Vratislav Lokvenc                                                                                       |